# بيتي شرام
بيتي شرام (بالإنجليزية: Bitty Schram)‏ هي ممثلة أمريكية، ولدت في 17 يوليو 1968 بنيويورك في الولايات المتحدة.

## أعمال

### أفلام
- (1996) غرفة مارفن[4]
- (1996) يوم جيد[5]

### مسلسلات
- مونك

## وصلات خارجية
- بيتي شرام على موقع IMDb (الإنجليزية)
- بيتي شرام على موقع ألو سيني (الفرنسية)
- بيتي شرام على موقع أول موفي (الإنجليزية)
- بيتي شرام على موقع قاعدة بيانات برودواي على الإنترنت (الإنجليزية)
- بيتي شرام على موقع قاعدة بيانات الأفلام السويدية (السويدية)
- بيتي شرام على موقع إن إن دي بي (الإنجليزية)
- بيتي شرام على موقع قاعدة بيانات الفيلم (الإنجليزية)
- بيتي شرام على موقع كينوبويسك (الروسية)